# Mercedes Pérez Merino
María Mercedes Pérez Merino (Madrid, 18 de noviembre de 1960) es una sindicalista y política española. Es diputada por Madrid en la XIV legislatura del Congreso de los Diputados dentro del Grupo Confederal de Unidas Podemos-En Comú Podem-Galicia en Común.

## Biografía
Nacida el 18 de noviembre de 1960 en Madrid, Pérez, trabajadora desde los 16 años, ejerció de delegada sindical en Comisiones Obreras (CCOO) durante casi tres décadas. Se destacó como una de las espartanas de «Coca-Cola en lucha», que combatió el ERE en la embotelladora CASBEGA de Fuenlabrada, y, después de 4 años, 10 meses y 21 días de lucha contra Coca Cola, obtuvieron el compromiso de la multinacional de garantizar la producción y el empleo.
Candidata en el número 6 de la lista de Unidas Podemos de cara a las elecciones al Congreso de los Diputados de abril de 2019, resultó elegida diputada de la XIII legislatura. Integrada en el Grupo Parlamentario Confederal de Unidas Podemos-En Comú Podem-Galicia en Común  (GCUP-EC-GC), fue vocal de las Comisiones de Defensa y de Sanidad, Consumo y Bienestar Social. De cara a las elecciones generales de noviembre de 2019 volvió a ocupar el número seis de la lista de Unidas Podemos por Madrid, no obteniendo su escaño de diputada al conseguir la candidatura cinco escaños. En marzo de 2021 adquirió otra vez su acta de diputada al renunciar Pablo Iglesias a su escaño para presentarse a las elecciones autonómicas de mayo de 2021 de la Comunidad de Madrid.